# Humberto Fernandes
Pour les articles homonymes, voir Fernandes.
Humberto Fernandes, nom complet Humberto da Silva Fernandes, est footballeur portugais né le 5 octobre 1938 à Lisbonne et mort le 6 février 2009. Il évoluait au poste de défenseur central.

## Biographie
Humberto Fernandes passe la quasi-totalité de sa carrière au Benfica Lisbonne. Avec cette équipe, il officie le plus souvent comme remplaçant. Ainsi, en huit saisons, il ne dispute que 57 matchs en championnat.
Ses deux saisons les plus abouties ont lieu en 1962-1963 et 1967-1968. En 1963, avec un statut de quasi-titulaire, il dispute 17 matchs en championnat, et atteint la finale de Coupe d'Europe des clubs champions, finale perdue 2-1 face à l'équipe italienne de l'AC Milan. En 1968, il dispute 20 matchs en championnat. La même saison, il dispute la finale de la Coupe d'Europe des clubs champions, finale perdue 4-1 face au club anglais de Manchester United.

## Carrière
- 1958-1970 :  Benfica Lisbonne
- 1970 :  Estrela Portalegre

## Palmarès
- Finaliste de la Ligue des champions en 1963 et 1968 avec le Benfica Lisbonne
- Champion du Portugal en 1963, 1964, 1965, 1967, 1968 et 1969 avec le Benfica Lisbonne